# Bielefelder Abkommen
Das Bielefelder Abkommen war eine Vereinbarung während des Ruhrkampfes von 1920 zwischen den Abgesandten der Roten Ruhrarmee und Vertretern der Reichsregierung.

## Vorgeschichte
Auf dem Höhepunkt des Ruhrkampfes, der im Zusammenhang mit dem Kapp-Putsch ausgebrochen war, beherrschte die Rote Ruhrarmee weite Teile des Ruhrgebiets und der angrenzenden Gebiete. Allerdings waren die Differenzen innerhalb der Beteiligten groß. So war die Hagener Zentrale relativ gemäßigt, während der Mülheimer Zentralrat von Syndikalisten beherrscht wurde. In Duisburg übernahmen anarchistische Kräfte die Kontrolle und agierten völlig losgelöst von allen überörtlichen Verbindungen. Insgesamt dominierte im östlichen und südlichen Teil des Ruhrgebiets die weniger radikale USPD, während im Westen Syndikalisten und Linkskommunisten vorherrschten.
Diese Differenzen unter den Aufständischen sah die SPD-geführte Reichsregierung in Berlin als Chance. Sie wollte einen Keil zwischen die verschiedenen Kräfte treiben und so die Schlagkraft der gesamten Bewegung schwächen.

## Die Verhandlungen und das Abkommen
Die Vertreter der Regierung waren Reichspostminister und Gewerkschafter Johannes Giesberts von der Zentrumspartei und der preußische Landwirtschaftsminister Otto Braun von der SPD. Diese hielten am 23. und 24. März 1920 in Bielefeld eine Konferenz ab. An dieser nahmen neben den Vollzugsräten der Aufständischen, Stadtverwaltungen, die Regierungspräsidenten von Düsseldorf, Münster und Arnsberg, die Gewerkschaften und die politischen Parteien von der Mitte bis zur KPD teil. Als Reichs- und preußischer Staatskommissar für das Ruhrgebiet spielte der aus Herford stammende Sozialdemokrat Carl Severing eine zentrale Rolle. Dieser formulierte als Ziel der Verhandlungen, zu einer Verständigung über eine Entwaffnung und die Organisation der Waffenablieferung zu kommen. Während Braun und Giesberts bestrebt waren, möglichst wenig Zugeständnisse zu machen, hielt sich Severing an das Neunpunkteprogramm, das der Vorsitzende des ADGB Carl Legien mit Friedrich Ebert ausgehandelt hatte, welches eine Stärkung des politischen Einflusses der Arbeiterbewegung in der Politik des Reiches vorsah.
Eine Kommission kam tatsächlich zu einer Einigung. Dieses Bielefelder Abkommen enthielt zunächst ähnliche Formulierungen wie die kurze Zeit vorher geschlossene Vereinbarung auf Reichsebene zwischen Gewerkschaften und Regierung. Darüber hinaus enthielt sie einige spezifische Punkte. So sah sie eine Amnestie für Gesetzesverstöße vor, die im Rahmen des Widerstands gegen den Kapp-Putsch vorgekommen waren. In Hinsicht auf die Waffenabgabe einigte man sich auf eine Zusammenarbeit zwischen den kommunalen Behörden und den Vollzugsräten. Beide sollten gar zusammen republikanische Schutzwehren aufbauen. Die Regierungsvertreter sagten zu, dass bei einer Befolgung dieser Vereinbarungen das Ruhrgebiet nicht von der Reichswehr militärisch besetzt werden würde.
Das Abkommen schien ein sinnvoller Versuch zu sein, den Konflikt auf friedlichem Wege beizulegen. In der Tat kam es zu einer Teilung der Aufständischen. Die gemäßigten Kräfte unter Einschluss der USPD und die Hagener Zentrale stellten sich hinter die Vereinbarungen. Der Essener Zentralrat und die KPD verlangten neue Verhandlungen, während die radikalen Vollzugsräte von Mülheim und Hamborn jede Übereinkunft ablehnten. Denselben Standpunkt nahmen die militärischen Führer der Roten Ruhrarmee ein. Diese zogen einen „ehrenvollen Untergang“ einem vermeintlich faulen Kompromiss vor.

## Scheitern und Eskalation des Konflikts
Die Forderungen nach neuen Verhandlungen hätten möglicherweise Erfolg gehabt, wären nicht die immer chaotischer werdenden Zustände in Duisburg gewesen. Das Reichskabinett unter Hermann Müller verließ die Basis des Bielefelder Abkommens und stellte ein Ultimatum. Dieses wurde vom regionalen Militärbefehlshaber Generalleutnant Oskar von Watter hinsichtlich der Waffenabgabe eigenmächtig so verschärft, dass den Aufständischen, auch bei der Bereitschaft darauf einzugehen, dies technisch gar nicht möglich war. Das Vorgehen Watters zeigt eine zentrale Schwäche des Bielefelder Abkommens. Das Militär war nämlich nicht in die Vereinbarungen eingebunden, und da es auch insgesamt von der Regierung nicht wirkungsvoll kontrolliert wurde, konnte es eigenmächtig handeln. Die Folge von Watters Ultimatum war die Proklamation des Generalstreiks durch den Essener Zentralrat. Diesem folgten ab dem 29. März etwa drei Viertel der Bergarbeiter des Reviers. Das Militär, vor allem die halboffiziellen Freikorps, schlugen den Aufstand in der Folgezeit mit teilweise brutaler Gewalt nieder. Das Bielefelder Abkommen hatte so letztlich keine tatsächliche Wirkung entfalten können.

## Text des Abkommens
Wie oben geschildert, wurde das amtliche Werk von einem vielköpfigen Gremium aus Politik, Parteien und Gewerkschaften erstellt:

Bielefeld, den 24. März 1920, 6,30 Uhr, nachmittags

Die Vertreter aller beteiligten Parteien und Erwerbsgruppen erklären, daß sie ihre Forderungen zur Entwirrung der aus dem Kapp-Putsch entstandenen Lage mit der Verfassung und der Regierung auf Grund folgender Vereinbarung in Einklang bringen wollen.

1. Die anwesenden Vertreter der Regierungsparteien werden bei ihren Fraktionen dafür eintreten, daß bei der bevorstehenden Neubildung der Regierung im Reich und in Preußen die Personenfrage von den Parteien nach Verständigung mit den am Generalstreik beteiligten gewerkschaftlichen Organisationen der Arbeiter, Angestellten und Beamten gelöst und daß diesen Organisationen ein entscheidender Einfluß auf die Neuregelung der wirtschafts- und sozialpolitischen Gesetze eingeräumt wird unter Wahrung der Rechte der Volksvertretung.

2. Sofortige Entwaffnung und Bestrafung aller am Putsch oder am Sturz der verfassungsmäßigen Regierung Schuldigen, sowie der Beamten, die sich ungesetzlichen Regierungen zur Verfügung gestellt haben.
Es wird Straffreiheit denen gewährt, die in der Abwehr des gegenrevolutionären Anschlages gegen Gesetze verstoßen haben, wenn die Verstöße und Vergehen vor Abschluß dieser Vereinbarungen, spätestens aber bis zum 25. März, vormittags, 8 Uhr, erfolgten. Auf gemeine Verbrechen gegen Personen und Eigentum findet diese Bestimmung keine Anwendung.

3. Gründliche Reinigung der gesamten öffentlichen Verwaltungen und Betriebsverwaltungen von gegenrevolutionären Persönlichkeiten, besonders solchen in leitenden Stellungen, und Ersatz durch zuverlässige Kräfte. Wiedereinstellung aller in öffentlichen Diensten aus politischen und gewerkschaftlichen Gründen gemaßregelten Organisationsvertreter.

4. Schnellste Durchführung der Verwaltungsreform auf demokratischer Grundlage unter Mitbestimmung auch der wirtschaftlichen Organisationen der Arbeiter, Angestellten und Beamten.

5. Sofortiger Ausbau der bestehenden und Schaffung neuer Sozialgesetze, die den Arbeitern, Angestellten und Beamten volle soziale, wirtschaftliche Gleichberechtigung gewährleisten. Schleunige Einführung eines freiheitlichen Beamtenrechts.

6. Sofortige Inangriffnahme der Sozialisierung der dazu reifen Wirtschaftszweige unter Zugrundelegung der Beschlüsse der Sozialisierungskommission, zu der Vertreter der Berufsverbände hinzuzuziehen sind. Die Einberufung der Sozialisierungskommission erfolgt sofort. Übernahme des Kohlen- und Kalisyndikats durch das Reich.

7. Auflösung aller der Verfassung nicht treu gebliebenen konterrevolutionären militärischen Formationen und ihre Ersetzung durch Formationen aus dem Kreisen der zuverlässigen republikanischen Bevölkerung, insbesondere der organisierten Arbeiter, Angestellten und Beamten, ohne Zurücksetzung irgendeines Standes. Bei dieser Reorganisation bleiben erworbene Rechtsansprüche treugebliebener Truppen und Sicherheitswehren unangetastet. Unter die danach aufzulösenden Truppen fallen nach Ansicht der Kommission die Korps Lützow, Lichtschlag und Schulz.

8. Wirksame Erfassung, gegebenenfalls Enteignung der verfügbaren Lebensmittel und verstärkte Bekämpfung des Wucher- und Schiebertums in Stadt und Land. Sicherung der Erfüllung der Ablieferungsverpflichtung durch Gründung von Lieferungsverbänden und Verhängung fühlbarer Strafen bei böswilliger Verletzung der Verpflichtung.

9. Die verfassungsmäßigen Behörden walten ihres Amtes nach den gesetzlichen Vorschriften. Die jetzt bestehenden Vollzugs- und Aktionsausschüsse haben in Gemeinschaft mit der Gemeindebehörde die Ortswehr aufzustellen und die Waffenabgabe zu regeln. Dieses muß spätestens innerhalb von zehn Tagen geschehen. Danach tritt an die Stelle jener Ausschüsse ein aus der organisierten Arbeiter-, Angestellten- und Beamtenschaft und den Mehrheitsparteien gebildeter Organisationsausschuß, der im Einvernehmen mit den zuständigen Gemeindeorganen bei der Durchführung der Sicherheitsdienstes mitwirkt.

10. Zur Unterstützung der ordentlichen Sicherheitsorgane wird, soweit erforderlich, eine Ortswehr in Stärke bis zu drei auf 1000 Einwohner aus den Kreisen der republikanischen Bevölkerung, insbesondere der organisierten Arbeiter, Angestellten und Beamten, gebildet. Für die Zeit, während welcher sie zum Dienst eingezogen sind, werden sie, soweit nicht der Staat die Kosten übernimmt, von der Gemeinde bezahlt. Durch die Bildung von Ortswehren sind die Einwohnerwehren aufgehoben.

11. Die sämtlichen Beteiligten verpflichten sich, ihren ganzen Einfluß dahin auszuüben, daß die Arbeiterschaft restlos zur gewohnten Arbeit sofort zurückkehrt. Die Arbeitgeber sind gehalten, die zurückkehrenden Arbeiter wieder einzustellen.

12. Es erfolgt sofortige Abgabe der Munition, sowie die Rückgabe requirierten und erbeuteten Heeresgerätes an die Gemeindebehörden.

13. Alle Gefangenen sind sofort, spätestens bis zum 27. März, mittags 12 Uhr, zu entlassen.

14. Bei loyaler Einhaltung dieser Vereinbarungen wird ein Einmarsch der Reichswehr in das rheinisch-westfälische Industriegebiet nicht erfolgen. Nach der Erklärung des Bevollmächtigten des Wehrkreiskommandos VI und des Reichskommissars wird das Wehrkreiskommando in politisch-militärischen Angelegenheiten nur auf schriftliche Anweisung des gesamten Reichsministeriums handeln. Ferner erklärt der Reichskommissar, daß er einen Vertrauensmann der Arbeiterschaft berufen werde, der bei allen militärisch-politischen Handlungen, über die der Reichskommissar mit zu befinden hat, gehört werden soll.

15. Der verschärfte Ausnahmezustand soll sofort aufgehoben werden, der allgemeine Ausnahmezustand dann, wenn die unter Ziffer 9 – 12 festgelegte Regelung erfolgt ist.

16. Der Herr Reichsminister Giesberts wird die Frage der Versorgung der Hinterbliebenen und Verletzten dem Reichskabinett vortragen mit dem Bestreben, daß die Kosten vom Reiche übernommen werden. Die Kommission spricht die Erwartung aus, daß das Reich die Kommunalverbände für alle ihnen aus den Unruhen erwachsenen Kosten und Schäden schadlos hält.

17. Weder den Arbeitern, die an den Kämpfen teilgenommen haben, noch den Mitgliedern der Polizei und Einwohnerwehren und den Mannschaften der Reichswehr dürfen Nachteile oder Belästigungen wegen ihrer Teilnahme erwachsen.

Giesberts, Reichspostminister; Severing; Thielemann, Heinrich Meyer; F. Klupsch, E. Sasse, Cuno, Stens, Imbusch, Kloft, Hamm, Dr. Jarres, Max Herbrig, Paul, Oettinghaus, O. Braß, W. Enz, Fritz Charpentier, O. Triebel, Mehlich, Protokollführer.

## Unterzeichner
Thielemann, Karl: Mitglied der MSPD in Düsseldorf und Parteisekretär. Er sollte am 18. März zum "Zivilkommissar", ziviler Beigeordneter beim in Düsseldorf stationierten Militär, ernannt werden.

Meyer, Heinrich: Mitglied der MSPD in Düsseldorf, gehörte dem Bezirksvorstand der freien Gewerkschaften an.

Sasse, Ewald: Oberstadtsekretär in Hagen, Mitglied der DDP und Vertreter der Hirsch-Dunkerschen Gewerkschaftsorganisation.

Stens, Hermann: Redakteur und Parteisekretär der DDP in Hagen.

Hamm, Sulpiz: Mitglied des Zentrums und 1. Bürgermeister von Recklinghausen.

Herbrig, Max: Mitglied der USPD in Gelsenkirchen, Gewerkschaftssekretär.

Paul, Walter: Mitglied der USPD in Ronsdorf, Gewerkschaftssekretär.

Enz, Wilhelm: Mitglied der MSPD in Barmen, Stadtverordneter im dortigen Aktionsausschuss.

Triebel, Oskar: führender Kommunist aus Barmen, stimmte dem Abkommen zu und wurde ebenso wie Charpentier seitens der KPD gemaßregelt, da keine Erlaubnis zur Mitwirkung vorlag.